# Wünsdorf
Wünsdorf este un district al orașului Zossen din Teltow-Fläming din statul Brandenburg. În martie 2005 avea 6202 locuitori (3060 bărbați și 3142 femei). Are o suprafață de 13,8 km². În timpul celui de-al Doilea Război Mondial, Wünsdorf a fost sediul central al Wehrmacht-ului.